# Stetholiodes magnifica
Stetholiodes magnifica es una especie de escarabajo del género Stetholiodes, familia Leiodidae. Fue descrito por Angelini y Cooter en 1998. Se encuentra en China.